# Allegoria della Virtù e del Vizio (Veronese)
L'Allegoria della Virtù e del Vizio, anche noto come la Scelta di Ercole, è un dipinto realizzato nel 1565 da Paolo Veronese a Venezia, attualmente conservato alla Frick Collection di New York.

## Storia
L'Allegoria della Virtù e del Vizio e l'Allegoria della Saggezza e della Forza sono due tele del Veronese che nel corso dei secoli hanno subito le stesse sorti, sin dalla loro creazione, passando per numerosi possidenti e collezioni. A causa di ciò, diversi studiosi hanno ritenuto che Veronese le avesse dipinte in coppia. Nel 1970, Edgar Munhall fu il primo a suggerire che fossero state semplicemente portate a termine contemporaneamente, e che quindi non si trattasse di un pendant. Gli approfondimenti condotti dagli esperti del Metropolitan Museum of Art negli anni Duemila portarono a confermare questa tesi.
Dalla sua realizzazione a Venezia, il dipinto è stato di proprietà dell'imperatore Rodolfo II d'Asburgo, della regina Cristina di Svezia, della famiglia Odescalchi; ha fatto quindi parte della Collezione Orleans di Filippo II di Borbone-Orléans e infine, dopo vari proprietari e commercianti d'arte inglesi, è giunta nella sua attuale collocazione, la Frick Collection a New York.

## Descrizione
Si tratta di un dipinto dalle dimensioni monumentali e dal soggetto allegorico, raffigurante la difficoltà di Ercole nella scelta tra la Virtù e il Vizio (anche noto come la Felicità o la Depravazione), in questa scena raffigurati come due donne che lo spingono fisicamente in due direzioni opposte. Il tema iconografico di Ettore al bivio è tratto da una favola di Prodico, filosofo e retore greco vissuto tra il V e il IV secolo a.C.
Nella tela, lo sforzo di Ercole pare maggiormente indirizzato verso la figura della Virtù, che apparentemente risulta trionfante; tuttavia, il Vizio ha strappato la calza dell'eroe e continua a tendere una mano verso di lui. Nel frattempo, dietro alla gonna nasconde un pugnale e la statua di una sfinge. Sull'elemento architettonico visibile al di sopra dei personaggi, in alto a sinistra, si legge un'iscrizione che afferma: "[HO]NOR ET VIRTUS/[P]OST MORTE FLORET", che può essere tradotta come "L'onore e la virtù fioriscono dopo la morte". Come allegoria, il compito del dipinto è quello di veicolare un messaggio morale, in questo caso la supremazia della virtù sul vizio.
Il genere allegorico risulta inusuale sia rispetto alle celebri tele dai soggetti storici e biblici del Veronese (come nel caso delle Nozze di Cana), sia in confronto ad altre opere meno formali del Rinascimento veneziano di artisti quali Giorgione o Tiziano. Quest'Allegoria, insieme all'Allegoria della Saggezza e della Forza, anch'essa conservata presso la Frick Collection, si ritiene sia stata tra le prime del genere portate a termine dal Caliari. Inoltre, si crede che le due tele siano state le prime dell'artista ad aver oltrepassato le Alpi.